# Керанчук Леонід Кирилович
Леонід Кирилович Керанчук (10 серпня 1931, Зятківці — 7 березня 2000, Миколаїв) — український будівельник.

## Біографія
Народився 10 серпня 1931 в селі Зятківцях Гайсинського району Вінницької області УРСР. Отримав незакінчену середню освіту. З 1957 року працював у системі Миколаївського облрембудтресту. Під його керівництвом комплексна бригада виконала роботи з реконструкції пам'ятки XVIII століття — будинку головного командира Чорноморського флоту і портів, здійснила унікальні реставраційні і будівельні роботи, ліплення, відновлення усіх історичних архітектурних елементів.
Лауреат Державної премії УРСР імені Т. Г. Шевченка (за 1981 рік; разом з Е. О. Шоріним (керівником роботи), Т. В. Гусельниковою (архітектором-реставратором), М. І. Озерним, В. М. Семерньовим, Ю. Т. Стешиним (художниками), В. Я. Івановим (інженером-конструктором), Л. Д. Хлопинською (завідувачем відділом музею, науковим консультантом), Г. І. Чередниченко (музейним працівником) за створення Музею суднобудування і флоту в Миколаєві).
Помер в Миколаєві 7 березня 2000 року.